# 1900년 하계 올림픽 포격
1900년 하계 올림픽 포격은 파리에서 열린 1900년 하계 올림픽의 비공식 종목이다.
이 종목은 1900년 하계 올림픽이 열릴 때 17개의 세부 종목으로 이루어져 있었다. 하지만, 이 종목에 대한 어떠한 결과가 없었으며, 프랑스 국적 외의 사람은 참가하지 않았다.